# Dicotyles tajacu
Dicotyles tajacu (таясу) — вид ссавців родини Таясових.

## Етимологія
Tayassu або tajacu (на тупі, корінній мові в Бразилії) служить для позначення членів родини Tayassuidae. Pecari (на гуарані), в строгому сенсі слова означає лісові сліди.

## Поширення
Країни проживання: Аргентина, Беліз, Болівія, Бразилія, Колумбія, Коста-Рика, Еквадор, Сальвадор, Французька Гвіана, Гватемала, Гаяна, Гондурас, Мексика, Нікарагуа, Панама, Парагвай, Перу, Суринам, Тринідад і Тобаго, США (Аризона, Нью-Мексико, Техас), Венесуела.
P. tajacu — вид, що добре адаптується і що мешкає в найрізноманітніших місцях проживання від тропічних лісів до пустель. Верхня межа його ареалу по передгір'ї Анд між 1000-1500 м, хоча він був виявлений до 2000 м над рівнем моря в Еквадорі й до 3000 м над рівнем моря в горах Сьєрра-де-лас-Мінас біосферного заповідника в центрально-східній Гватемалі.

## Морфологія
Морфометрія. Довжина голови й тіла: 800–980 мм, довжина хвоста: 25–45 мм, довжина задніх ступнів: 170–200 мм, довжина вух: 70–90 мм, висота в плечах: 300–500, вага: 17–35 кг. Самці й самиці приблизно рівні.
Опис. Будова тіла цього виду схожа на свинячу, але значно більш м'язиста і дужа. основне забарвлення сіро-чорне. Є виразна блідо-жовта смуга на шиї. Середина спини, від голови до крупа, має гребінь з піднятих довгих волосків. Кожна волосина має структуру з поперечних смуг вкраплень чорного, білого і жовтого кольорів. Живіт рожевий і вкритий рідким волоссям. Голова велика і стиснена раптово від великих щелеп до вузького носа. Ніздрі розташовані на невеликих мобільних голих дисках. Очі маленькі, як і вуха. Хвіст дуже малий. У нього довгі тонкі ноги, з малими копитами. Передні ноги мають два великі пальці та два менші ззаду, які не торкаються землі й тому не лишають слід. Задні ноги мають два великі пальці, а також менший позаду.
Зубна формула: I 2/3, C 1/1, P 3/3, M 3/3 = 38 зубів.

## Стиль життя
Як і всі представники родини P. tajacu високо соціальні тварини, що живуть в стадах від щонайменше шести до понад 30 особин на стадо. Дорослий самець може вести поодинокий стиль життя. Домашній діапазон групи в середньому близько 150 га, але може коливатися від 24 до 800 га.
Дієта P. tajacu може охоплювати коріння, бульби, плоди, насіння та їстівні частини зелених рослин, гриби, комах, равликів і дрібних тварин. Протягом усього свого Неотропічного ареалу P. tajacu споживають фрукти з понад 128 видів рослин і насіння з 79 видів. Через великі відстані подорожей, вважається важливим розповсюджувачем насіння, що деяким видам рослин дає можливість колонізувати нові ділянки лісу. У пошуках їжі перегортає шари листя, допомагаючи розкладанню і, отже, колообігу поживних речовин в лісі.
Стада тримаються разом за допомогою вокалізації та сильного мускусного запаху зі спинної залози. Вони наносять запах на стовбури дерев, каміння та інших осіб. Це денний і сутінковий вид. Зазвичай відпочивають невеликими гуртами від трьох до чотирьох осіб і часто шукають притулок в норах, печерах і під колодами. Часто валяються в бруді та пилюці.
Задокументовано можуть виносити дитинчат круглий рік, хоча на півдні США є пік народження під час літнього сезону дощів. Середній період вагітності 138 днів. Чисельність приплоду 1,7–1,9 новонароджених. Лактація триває приблизно 6 тижнів.